# Billy-Montigny
Billy-Montigny là một xã của tỉnh Pas-de-Calais, thuộc vùng Hauts-de-France, miền bắc nước Pháp.

## Dân số
| 1962                                                                | 1968  | 1975 | 1982 | 1990 | 1999 | 2005 |
| ------------------------------------------------------------------- | ----- | ---- | ---- | ---- | ---- | ---- |
| 9510                                                                | 10077 | 8834 | 7682 | 8126 | 8396 | 8449 |
| Census count starting from 1962: Population without double counting |       |      |      |      |      |      |

## Thành phố kết nghĩa
- Trzebinia, Ba Lan
- Reggello, Ý
- Bonen, Đức